# 17033 Rusty
17033 Rusty è un asteroide della fascia principale. Scoperto nel 1999, presenta un'orbita caratterizzata da un semiasse maggiore pari a 2,3190318 UA e da un'eccentricità di 0,0619784, inclinata di 2,05933° rispetto all'eclittica.